# Bartolomé Raxoi e Losada
Bartolomé Raxoi e Losada (Pontedeume, 25 d'agost de 1690 - Santiago de Compostel·la, 17 de juliol de 1772) va ser un eclesiàstic gallec, que va ostentar durant prop de vint anys la dignitat d'Arquebisbe de Santiago de Compostel·la. És conegut per la seva important tasca de constructor i restaurador.

## Biografia
Va estudiar gramàtica en la seva vila natal, des d'on va anar a Santiago de Compostel·la, ingressant en el Col·legi de Sant Geroni per obtenir el batxillerat en lleis. Després aniria a La Corunya per graduar-se com a advocat en la Reial Audiència de Galícia. Posteriorment abraçaria l'estat eclesiàstic, i l'exercí primer als cabildos d'Orense i, després, de Lugo. El 1730 va guanyar per oposició plaça a la Penitenciaría de Santiago. Enviat a Madrid pel cabildo compostel·là, seria nomenat Comissari General de la Croada, un dels càrrecs eclesiàstics més importants en l'Espanya d'aquell moment. A més, va ser el fundador de la "Congregació de Naturals i Originals de Galícia", creada a Madrid el 1741, sent una de les seves principals missions celebrar la Festa de l'Apòstol Santiago, Patró de Galícia i d'Espanya, i posar en contacte tots els gallecs de Madrid perquè s'ajudessin els uns als altres i recolzessin tots els assumptes que afectessin a Galícia.
El 30 de maig de 1751 va ser proposat pel rei Ferran VI com a Arquebisbe de Santiago de Compostel·la, càrrec que exerciria fins a la seva mort.

## Construccions
Durant el seu mandat com a Arquebisbe va construir i va restaurar gran quantitat d'edificacions a la ciutat compostelana, sent la primera (1757) la reedificació de la façana de l'Azabachería de la Catedral. Va construir també el Palau de Lestrove prop de Padrón i l'antiga seu d'Iria. Va fundar l'Hospital de Carretes, on es recollia captaires i invàlids que pidolaven per la ciutat; l'Hospici per als pobres i va influir en un parent seu, Mateo Vázquez, per a la creació del Col·legi de l'Ensenyament. La seva obra més important, sens dubte, va ser la nova Casa Consistorial de l'Ajuntament de Compostela (Pazo de Raxoi, 1766), que està enfront de la catedral, a la Plaça de l'Obradoiro. A més, va aixecar el Seminari de Confessors, va ampliar el Palau Arquebisbal i la Casa d'Exercicis, va construir el palau arquebisbal a Lestrove, va fundar l'Asil de Carretes, la Casa Galera, etc.
A la seva vila natal de Pontedeume s'hi va construir una casa i, a més, reedificà l'Església Parroquial de Santiago.

## Altres dades d'interès
Va ostentar els càrrecs de capellà major del rei, de la seva Real Capella, Casa i Cort, jutge ordinari, notari major del regne de León i de conseller real.